# Lądowisko Nowa Sól-Szpital
Lądowisko Nowa Sól-Szpital – lądowisko sanitarne w Nowej Soli, w województwie lubuskim, położone przy ul. Chałubińskiego 7. Przeznaczone jest do wykonywania startów i lądowań śmigłowców sanitarnych i ratowniczych o dopuszczalnej masie startowej do 5700 kg w dzień i w nocy.
Zarządzającym lądowiskiem jest Wielospecjalistyczny Szpital Samodzielny Publiczny Zakład Opieki Zdrowotnej w Nowej Soli. W roku 2013 zostało wpisane do ewidencji lądowisk Urzędu Lotnictwa Cywilnego pod numerem 240